# Rheingoldhalle
Le Rheingoldhalle est une salle de spectacle située à Mayence, à proximité immédiate du Hôtel de ville de Mayence.

## Histoire
La construction du Rheingoldhalle de Mayence a débuté en 1965, il est terminé courant 1968. L'inauguration a eu lieu le 9 novembre 1968 en présence du maire de Mayence Jockel Fuchs. Pendant les années 2006/2007 une grande surface d'extension a été ajoutée, travail des architectes danois Dissing+Weitling.

## Bâtiment
Le Rheingoldhalle peut accueillir 6 000 personnes en configurant la salle de manière à utiliser les gradins pour les places assises et le parterre pour les places debout ou 4 334 personnes en configuration tout-assis.
Il est multiforme et variable (scène amovible, nombre de places variable).
- Emprise du bâtiment : 7 000 m²
- Hall d'entrée du public est: 1 512 m²
- Salle Gutenberg: 1 090 m²
- Foyer du Gutenberg:  890 m²
- Hall d'entrée du public nord: 440 m²
- Hall d'entrée du public ouest: 330 m²
- Hall d'entrée du public sud: 90 m²

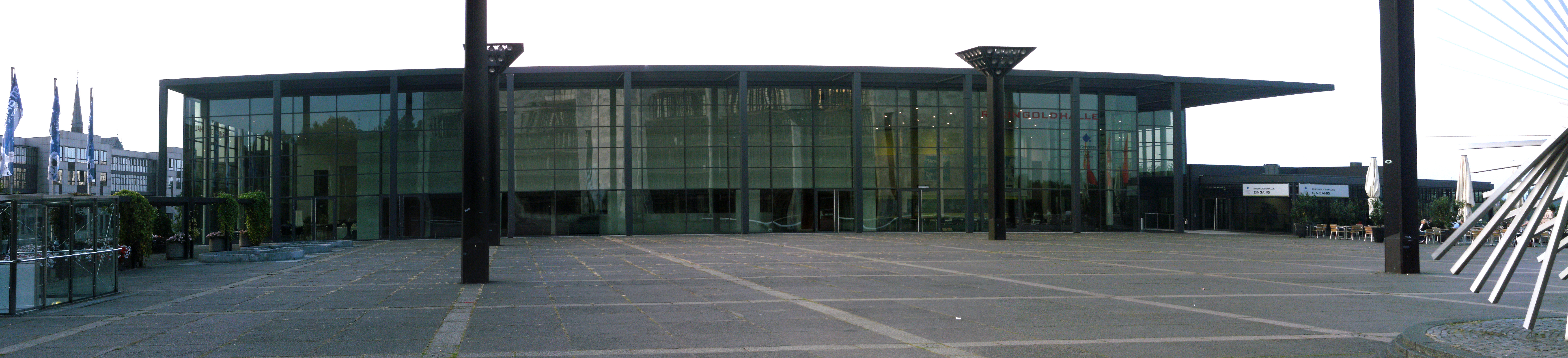
Extension du Rheingoldhalle, vue de la place Jockel-Fuchs-Platz

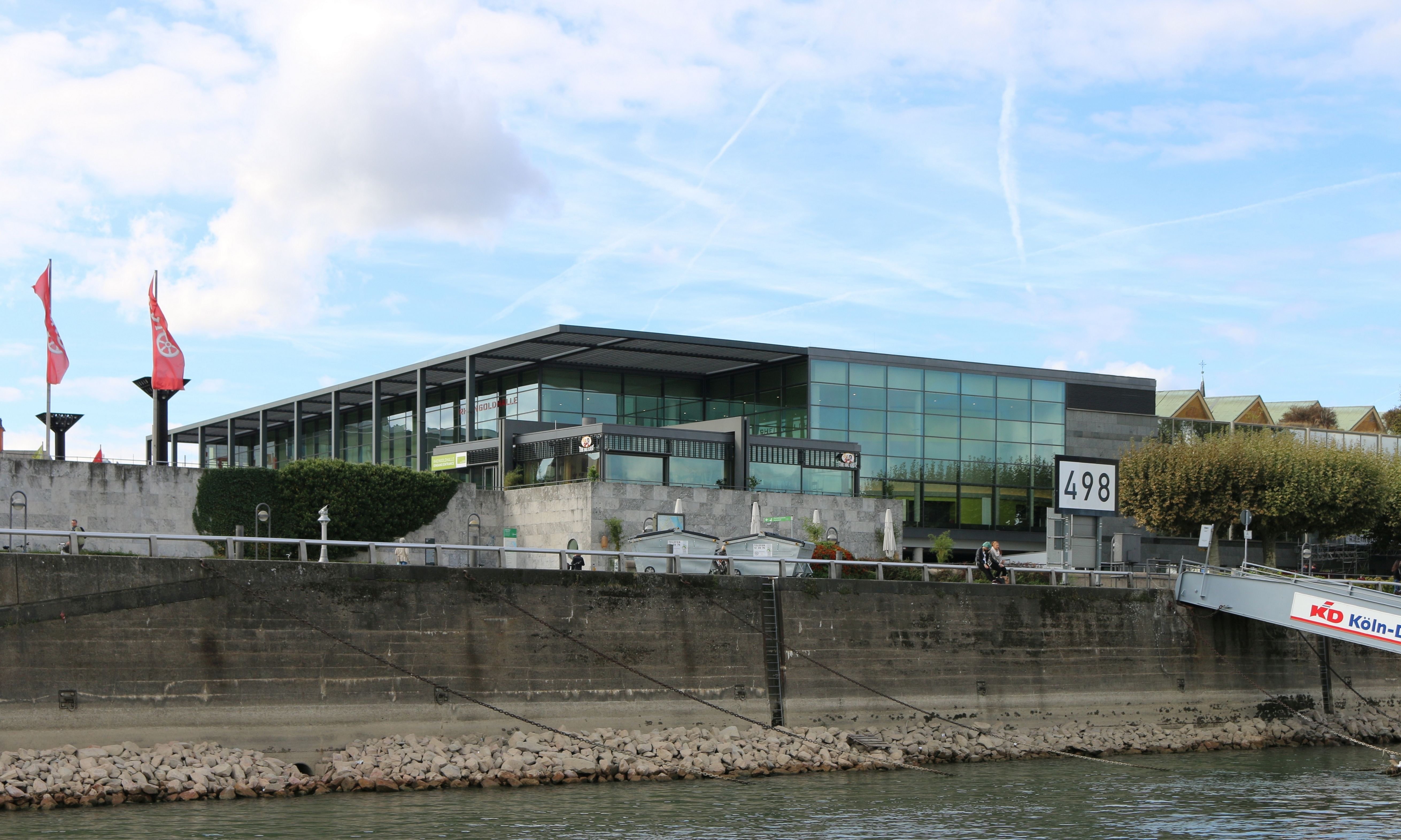
Rheingoldhalle

- Salle de spectacle/congrès: 1 750 m²
- Foyer du Rhin:  1 120 m²

Réunion du Loft:
Depuis janvier 2022, la Rheingoldhalle disposons d'une nouvelle surface de près de 1.800 m² dans l'ancien casino, qui offre encore plus de flexibilité et de capacité. Au total, 2 600 m² d'espace événementiel sont disponibles, avec 9 salles de réunion et 3 foyers au niveau 0, inondés de lumière et en partie avec vue sur le Rhin.
- Salle Watford: 410 m²
- Salle Zagreb: 245 m²
- Salle Dijon: 175 m²

## Accès
Le Rheingoldhalle se trouve dans le quartier Mainz-Altstadt, sur l'avenue Rheinstraße.  